# Edward Potts
Edward William Potts (* 12. Juli 1881 in London; † 14. September 1944 ebenda) war ein britischer Turner.

## Erfolge
Edward Potts gab 1908 in London sein Olympiadebüt und trat dort im Einzelmehrkampf an, einem der beiden Wettkämpfe im Geräteturnen. Er belegte dabei den neunten Platz. Vier Jahre darauf nahm er auch an den Olympischen Spielen in Stockholm teil und gehörte bei diesen zur britischen Turnriege im Mannschaftsmehrkampf. Dabei traten insgesamt fünf Mannschaften an, die aus 16 bis 40 Turnern bestanden und während des einstündigen Wettkampfs gleichzeitig antreten mussten. Bewertet wurden neben der Ausführung der Übungen an den Geräten auch das Verlassen und der Wechsel der Geräte sowie der Einmarsch zu Beginn. Am Ende wurden anhand eines Durchschnittswerts der einzelnen Nationen die Abschlussplatzierungen ermittelt. Neben den Briten traten auch Turnriegen aus Italien, Ungarn, dem Deutschen Reich und Luxemburg an. Mit 53,15 Punkten setzten sich die Italiener gegen ihre Konkurrenten durch. Die Ungarn erzielten indes 45,45 Punkte und belegten damit vor den drittplatzierten Briten mit 36,90 Punkten den zweiten Platz. Potts gewann somit zusammen mit seinem Halbbruder Reginald Potts sowie Albert Betts, William Cowhig, Sidney Cross, Harry Dickason, Herbert Drury, Bernard Franklin, Leonard Hanson, Samuel Hodgetts, Charles Luck, William MacKune, Ronald McLean, Alfred Messenger, Henry Oberholzer, Edward Pepper, George Ross, Charles Simmons, Arthur Southern, William Titt, Charles Vigurs, Samuel Walker und John Whitaker die Bronzemedaille.
1912 und 1913 gewann Potts mit dem Northampton Polytechnic Institute mit dem Adams Shield die britischen Mannschaftsmeisterschaften und sicherte sich 1912 außerdem den Titel bei den englischen Meisterschaften im Einzel. Potts betrieb einen eigenen Glashandel, E. W. Potts & Co. Ltd.